# A Horse with No Name
"A Horse with No Name" er en sang af den amerikanske folkrocktrio America. Den er skrevet af Dewey Bunnell, og blev udgivet via Warner Bros. i slutningen af 1971 i Europa og begyndelsen af 1972 i USA. Det er blandt gruppens mest kendte og populære sange.
Songen blev en kommerciel succes og toppede hitlisterne i Canada, FInland og USA. Den nåede tredjepladsen på UK singles chart. Den blev certificeret guld af Recording Industry Association of America (RIAA) on March 24, 1972. Sangen blev hurtigt tilføjet til gruppens debutalbum, America (oprindeligt udgivet i januar 1972).
I 1987 udgav den danske rockgruppe D-A-D en coverversion af "A Horse with No Name" på deres andet studiealbum D.A.D. Draws a Circle. Den blev indspillet efter opfordring af deres producer og den er det eneste covernummer gruppen har indspillet.

## Personnel

### America
- Dewey Bunnell – forsanger, akustisk guitar
- Gerry Beckley – 12-strenget akustisk guitar, baggrundsvokal
- Dan Peek – bas, baggrundsvokal

### Yderligere personnel
- Ray Cooper – percussion
- Kim Haworth – trommer

## Hitlister
| Hitliste (1971–1972)                             | Højeste placering |
| ------------------------------------------------ | ----------------- |
| Australien (Kent Music Report)                   | 2                 |
| Belgien (Ultratop 50 Flanderen)                  | 29                |
| Canada (RPM) Top Singles                         | 1                 |
| Canada (RPM) Adult Contemporary                  | 12                |
| Frankrig (SNEP)                                  | 17                |
| Finland (Suomen virallinen lista)                | 1                 |
| Ireland (IRMA)                                   | 4                 |
| Holland (Single Top 100)                         | 12                |
| Rusland                                          | 3                 |
| New Zealand (Listener)                           | 5                 |
| Spanien (PROMUSICAE)                             | 27                |
| Storbritannien Singles (Official Charts Company) | 3                 |
| USA Billboard Hot 100                            | 1                 |
| US Easy Listening (Billboard)                    | 3                 |
| US Cash Box Top 100                              | 1                 |
| US Record World Singles Chart                    | 1                 |

| Hitliste (1972)      | Placering |
| -------------------- | --------- |
| US Billboard Hot 100 | 27        |